# Lejkówka liściowa

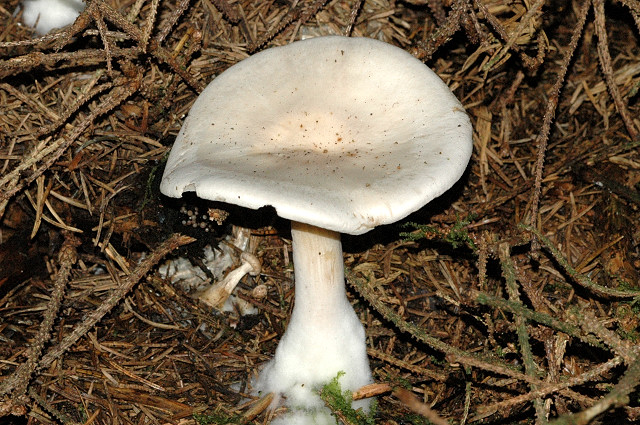
Biała grzybnia u podstawy trzonu

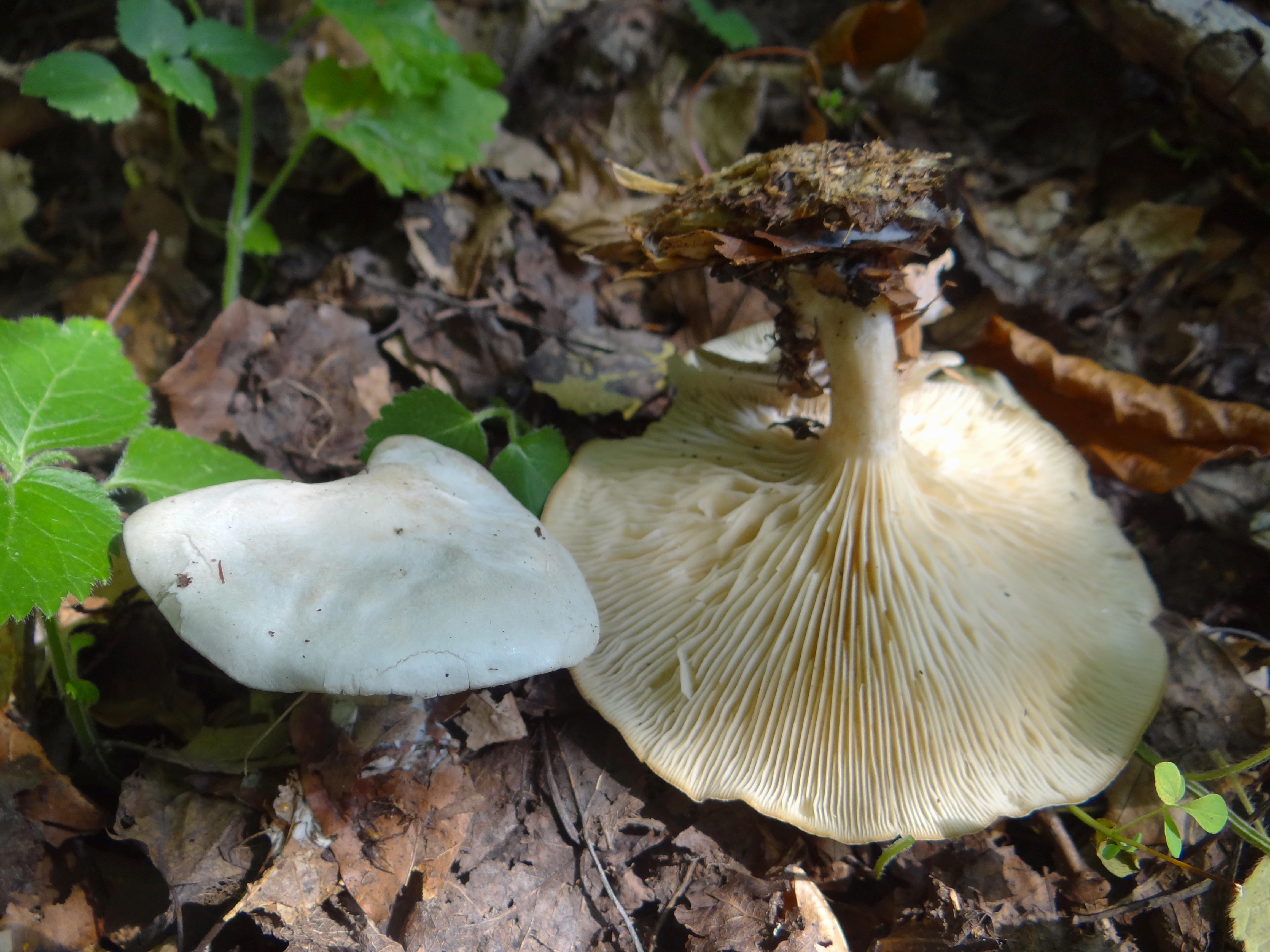
Blaszki gęste i słabo zbiegające

Lejkówka liściowa (Clitocybe phyllophila (Pers.) P. Kumm.) – gatunek grzybów z rzędu pieczarkowców (Agaricales).

## Systematyka i nazewnictwo
Pozycja w klasyfikacji według Index Fungorum: Clitocybe, Incertae sedis, Agaricales, Agaricomycetidae, Agaricomycetes, Agaricomycotina, Basidiomycota, Fungi.
Po raz pierwszy takson ten zdiagnozował w 1801 r. Persoon nadając mu nazwę Agaricus phylophilus. Obecną, uznaną przez Index Fungorum nazwę nadał mu w 1871 r. P. Kumm., przenosząc go do rodzaju Clitocybe.
Niektóre synonimy naukowe:

- Agaricus cerussatus Fr. 1821
- Agaricus phyllophilus Pers. 1801
- Agaricus phyllophilus Pers. 1801 var. phyllophilus
- Agaricus pithyophilus Fr. 1838
- Clitocybe cerussata (Fr.) P. Kumm. 1871
- Clitocybe pithyophila (Fr.) Gillet 1874
- Lepista phyllophila (Pers.) Harmaja 1976

Nazwę polską podał Stanisław Chełchowski w 1898 r. W polskim piśmiennictwie mykologicznym gatunek ten ma też inne nazwy: bedłka liściowa, bedłka naliściowa, bedłka świerkowa, lejkorodek pachnący. 

## Morfologia
Kapelusz
Średnicy 3–10 cm, najpierw wypukły, później płaski, na koniec z wgłębieniem, nigdy jednak nie lejkowaty. Brzeg powyginany, długi czas pozostaje podwinięty. Powierzchnia błyszcząca, gładka, biaława lub kremowa. Jest higrofaniczny,podczas wilgotnej pogody zmienia kolor na szarożółty lub białobrązowawy, najciemniejszy przy brzegu. Starsze owocniki posiadają koncentrycznie ułożone bruzdy. 
Blaszki
Gęste, nieco zbiegające, najpierw białe, później brudnobiaławe.
Trzon
Wysokość 3–7 cm, grubość 0,6–1,1 cm, walcowaty, czasami skręcony, sprężysty, u młodych owocników pełny, u starszych pusty lub watowaty. Powierzchnia biała lub brudnoochrowa. Charakterystyczne jest występowanie u podstawy trzonu białych strzępek grzybni.
Miąższ
Biały, w stanie wilgotnym wodnistoszarobrązowawy. Zapach aromatyczny, czasami stęchły lub mączny.
Wysyp zarodników
Biały. Zarodniki, elipsoidalne, gładkie, bezbarwne, o średnicy 4–5 × 3–4 µm.

## Występowanie i siedlisko
Występuje w Ameryce Północnej i w Europie. W Europie Środkowej gatunek dość częsty, w Polsce pospolity.
Rośnie na ziemi w lasach iglastych, lasach liściastych i mieszanych, zwłaszcza pod bukami. Pojawia się od sierpnia do października.

## Znaczenie
Saprotrof. Grzyb trujący (zatrucia muskarynowe), zjedzony w większych ilościach powoduje niebezpieczne zatrucia.

## Gatunki podobne
Jest wiele białawych lejkówek i innych, podobnych gatunków grzybów. Są one trudne do odróżnienia.
- lejkówka biaława (Clitocybe candicans) – jest mniejsza, i nie pachnie anyżem[4]
- lejkówka jadowita (Clitocybe rivulosa) – ma mączny smak, blaszki bardziej zbiegające, a na kapeluszu charakterystyczne plamy[4].
- kępkowiec białawy (Lyophyllum connatum) – ma mączysty zapach i rośnie kępkami przy drogach leśnych. Ma bardzo gęste blaszki[4]
- bruzdniczek największy (Clitopilus prunulus). Jego blaszki daleko zbiegają na trzon i różowieją z wiekiem. Miąższ ma silnie mączysty zapach[8].